# Vračar

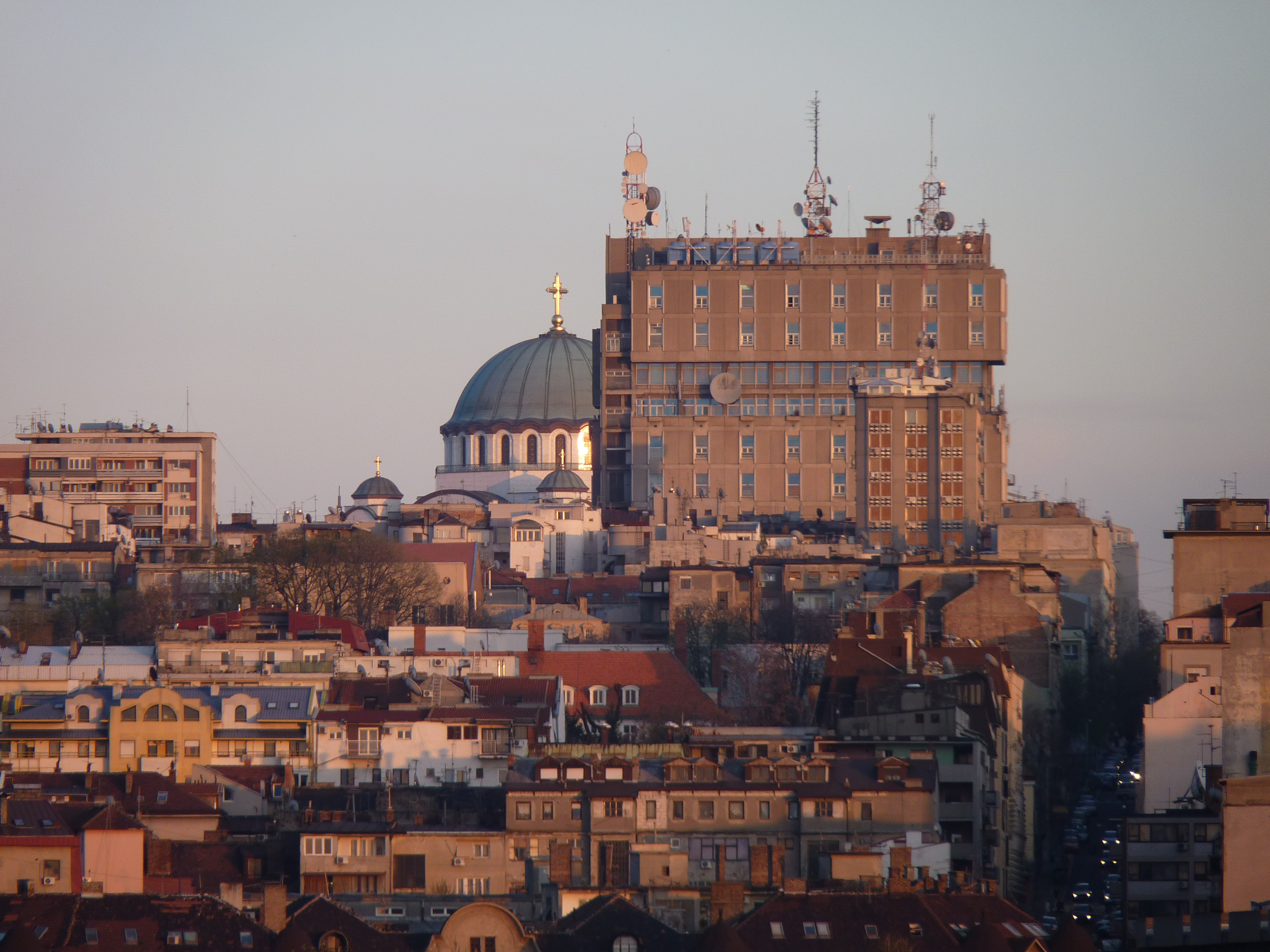
Pohled na střechy vračarských domů - v pozadí je pak Chrám svatého Sávy.

Vračar je jednou z městských částí Bělehradu, nachází se jižně od centra města. Administrativně tvoří samostatnou opštinu. Nejhustěji osídlená městské část srbské metropole se rozkládá na ploše 292 ha (patří k nejmenším) a obývá ji kolem 60 000 lidí. Městskou část tvoří hlavně hustá zástavba; střetávají se zde významné dopravní tepny a sídlí tu řada významných institucí, stejně jako obchodů a kanceláří.